# Adolfo (stilista)
Adolfo Sardiña, meglio noto come Adolfo (L'Avana, 15 febbraio 1923 – New York, 27 novembre 2021), è stato uno stilista cubano.

## Biografia
Non volendo aderire alla tradizione di famiglia di avvocati, Adolfo lascia Cuba insieme alla zia Maria Lopez per trasferirsi a Parigi, capitale della moda. Sardinia si trasferisce a New York nel 1948, dove colleziona le prime esperienze come modista presso Chanel e Balenciaga, che gli era stato presentato proprio da zia Maria Lopez. Nel 1953 diventa il principale stilista per l'azienda di abbigliamento Emme, ottenendo anche un Coty Award quello stesso anno per i suoi rivoluzionari modelli.
Negli anni sessanta ritorna a Parigi, dove lavora presso la casa di moda Chanel, per affinare le proprie abilità sartoriali, e nel 1963 grazie all'assistenza finanziaria del collega Bill Blass, apre la sua prima boutique, a cui dà il nome Adolfo Inc. Nancy Reagan fu una delle sue prime clienti e sua "involontaria" testimonial. Per tutti gli anni settanta e ottanta lo stile Adolfo si contraddistingue per l'influenza ricevuta dagli anni di esperienza da Chanel, per le linee tradizionali e semplici, destinare ad un mercato di fascia alta. Dal 1993 Sardinia ha abbandonato l'attività di produzione diretta, concedendo il marchio su licenza.